# دهستان صالح‌آباد (بهارستان)
دهستان صالحیه دهستانی در بخش بخش گلستان شهرستان بهارستان، استان تهران است. براساس سرشماری مرکز آمار ایران در سال ۱۳۸۵، جمعیت آن ۷۲۲ نفر (۱۷۳ خانوار) بوده‌است.